# James Faulkner

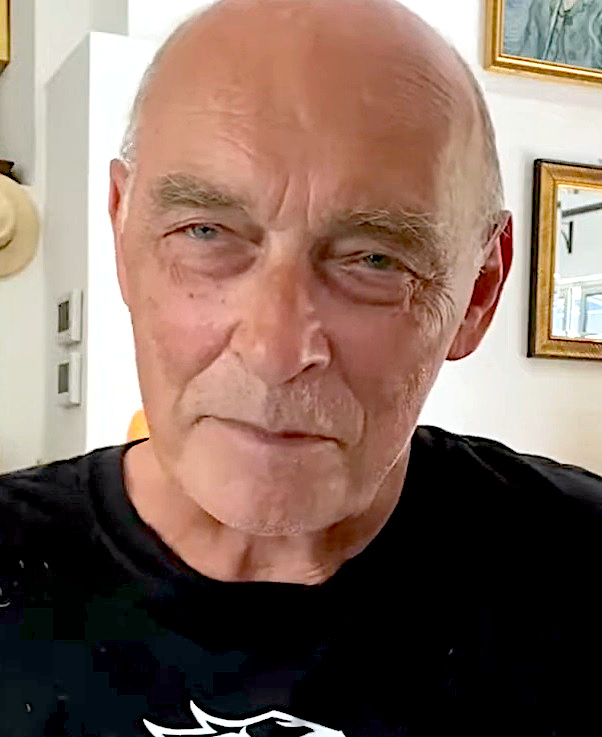
James Faulkner, 2021

James Sebastian Faulkner (* 18. Juli 1948 in London, Stadtteil Hampstead, England, Vereinigtes Königreich) ist ein britischer Schauspieler und englischer Synchronsprecher für Zeichentrickfilme.

## Werdegang
Faulkner absolvierte seine Schulausbildung an der Caldicott Preparatory School in Farnham Royal in der Grafschaft Buckinghamshire und am Wrekin College in Wellington (Shropshire), Salop. Er machte von 1967 bis 1970 an der  The Central School of Speech and Drama eine Schauspielausbildung. Faulkner spielte in einer Vielzahl von britischen und internationalen Filmen und Fernsehserien in verschiedenen Haupt- und wichtigen Nebenrollen mit.  Des Weiteren war er auch an vielen Animationsfilmen und Videospielen als englischer Synchronsprecher tätig, wie z. B. in der Videospiel-Version von Harry Potter und der Halbblutprinz.
Sein erstes Filmdebüt hatte er 1972 als Josef Strauss in dem Film Der große Walzer (The Great Waltz). 1976 spielte er den Terrick in dem Film Der flüsternde Tod (Whispering Death) und im selben Jahr in der BBC-Fernsehserie Ich, Claudius, Kaiser und Gott (I, Claudius), wo er den Herodes Agrippa II. darstellte. 1979 wirkte er in der britischen Fernsehserie Minder (Minder on the Orient Express) mit und in dem Film Die letzte Offensive (Zulu Dawn). In der Granada-Television-Produktion von 1988 spielte er in dem Film Der Hund von Baskerville The Hound of the Baskervilles die Rolle des Stapleton, einem großen Widersacher von Sherlock Holmes, der hier von Jeremy Brett dargestellt wurde. 1991 spielte er in der britischen Fernsehserie Devices and Desires, einer Romanverfilmung von P. D. James und Produktion von  Anglia Television, den Atomkraftwerksdirektor Dr. Alex Mair, sowie 2007 den Agent Smith in dem Film Hitman – Jeder stirbt alleine. Er war auch der Haupt-Antagonist Baron Mullins in der anglo-amerikanischen Fernsehserie Covington Cross und trat auch als Lord Kenworth in dem Spionagefilm Agent Cody Banks 2: Destination London auf. Darüber hinaus spielte Faulkner 2006 in dem deutsch-kanadischen Historiendrama Das Konklave den Kardinal Guillaume d’Estouteville und 2008 in dem deutschen Thriller Der Bibelcode den Kardinal Rhades.
Von 2016 bis 2017 übernahm er in der preisgekrönten Fantasyserie Game of Thrones die Rolle des Lord Randyll Tarly.

## Filmografie (Auswahl)

### Schauspieler
- 1972: Der große Walzer (The Great Waltz)
- 1974: Christina: Zwischen Thron und Liebe (The Abdication)
- 1975: Die Schande des Regiments (Conduct Unbecoming)
- 1976: Whispering Death – „Der flüsternde Tod“
- 1976: Ich, Claudius, Kaiser und Gott (I, Claudius, Fernsehserie, 6 Folgen)
- 1978: Flashpoint Africa/Die Rebellen (One Take Two/Flashpoint Africa)[2] (auch Co-Produzent)
- 1979: Die letzte Offensive (Zulu Dawn)
- 1980: Die Marschroniken (The Martian Chronicles, Fernsehserie, eine Folge)
- 1980: Die Profis (The Professionals, Fernsehserie, eine Folge)
- 1982: Ich bin dein Killer (Nullpunkt)
- 1982: Muck and Brass (Miniserie, 5 Folgen)
- 1984;1985: Der Aufpasser (Minder, Fernsehserie, 2 Folgen)
- 1985: Die Zwillingsschwestern (Deceptions, Fernsehfilm)
- 1988: The Contract (Fernsehserie, 3 Folgen)
- 1988: Der Hund von Baskerville (The Hound of the Baskervilles, Fernsehfilm)
- 1989: Poirot: Poirot riecht den Braten (Murder in the Mews, Fernsehreihe)
- 1989: Doppeltes Spiel (Just Another Secret, Fernsehfilm)
- 1989: Jim Bergerac ermittelt (Bergerac, Fernsehserie, eine Folge)
- 1990: Anthony, das Kindermädchen (Un amour de banquier, Fernsehfilm)
- 1991: Inspektor Morse, Mordkommission Oxford (Inspector Morse, Fernsehserie, eine Folge)
- 1991: Devices and Desires
- 1992: Mach’s nochmal, Columbus (Carry On Columbus)
- 1996: Crimetime – Das Auge des Verbrechens (Crimetime)
- 1997;1999: Nikita (Fernsehserie, 2 Folgen)
- 1997: The Apokalypse Watch (Fernsehfilm)
- 1998: Der Commissioner – Im Zentrum der Macht (The Commissioner)
- 2000: Relic Hunter – Die Schatzjägerin (Relic Hunter, Fernsehserie, eine Folge)
- 2002: The Piano Player
- 2003: Uncle Douglas (Kurzfilm)
- 2004: Agent Cody Banks 2: Mission London (Agent Cody Banks 2: Destination London)
- 2004: Bridget Jones – Am Rande des Wahnsinns (Bridget Jones: The Edge of Reason)
- 2006: Tage der Finsternis – Day of Wrath (Day of Wrath)
- 2006: Das Konklave (The Conclave)
- 2006: Der gute Hirte (The Good Shepherd)
- 2007: Die drei ??? – Das Geheimnis der Geisterinsel
- 2007: Hitman – Jeder stirbt alleine (Hitman)
- 2008: Franklyn – Die Wahrheit trägt viele Masken (Franklyn)
- 2008: Bank Job (The Bank Job)
- 2008: Der Bibelcode (Fernsehfilm)
- 2009: Die drei ??? – Das verfluchte Schloss
- 2009: Machotaildrop
- 2009: The Royal (Fernsehserie, eine Folge)
- 2010: Spooks – Im Visier des MI5 (Spooks, Fernsehserie, eine Folge)
- 2010: Ben Hur
- 2011: Tatort: Der illegale Tod
- 2011: X-Men: Erste Entscheidung (X-Men: First Class)
- 2013: New Tricks – Die Krimispezialisten (New Tricks, Fernsehserie, eine Folge)
- 2013–2015: Da Vinci’s Demons (Fernsehserie, 24 Folgen)
- 2014: Downton Abbey (Fernsehserie, 4 Folgen)
- 2016–2017: Game of Thrones (Fernsehserie, 5 Episoden)
- 2016: Bridget Jones’ Baby (Bridget Jones's Baby)
- 2016: Underworld: Blood Wars
- 2017: Final Portrait
- 2017: Atomic Blonde
- 2018: Paulus, der Apostel Christi (Paul, Apostle of Christ)
- 2018: Sonata – Symphonie des Teufels (The Sonata)
- 2019: Unten am Fluss (Miniserie)
- 2021: Tribes of Europa (Fernsehserie)
- 2024: Chief of Station

### Synchronsprecher in Animationsfilmen (englisch)
- Chrono Crusade als Viscount Borzo (Ep 2)
- Cromartie High School als Noboru Yamaguchi
- Full Metal Panic! als Bryant (Episode 15)
- Full Metal Panic! The Second Raid als Belfangan Clouseau
- Gantz als Big Greenonion; Bum
- Gatchaman als Enemy Commander (Episode 13)
- Hakugei: Legend of the Moby Dick als Moby Dick
- Halo Legends als ONI Officer (The Babysitter)
- Kaleido Star als Mr. Policeman; Boat Captain (Episode 13)
- Kino’s Journey als Trucker
- Lady Death: The Movie U.S. als General Utuk Xul
- Najica Blitz Tactics als Fanc (Episode 7)
- Noir als Yan
- Parasite Dolls als Puppen-Meister
- RahXephon als Jean-Patrick Shapplin; Sports Analyst (Episode 18)
- Slayers Premium als Guardian Deity
- Xenosaga: The Animation als Helmer
- League of Legends als Swain